# Христомир Йорданов
Христомир Христов Йорданов е български банкер, председател на „Строителна банка“ (1986-1992), инициатор и съучредител на „Обединена българска банка“.

## Биография
Христомир Йорданов e роден през 1931 г. в гр. Лясковец, България
Завършва висшето си образование в ВИИ „Карл Маркс“. Работи като счетоводител и инспектор в „Българска инвестиционна банка“ (БИБ). След сливането на БИБ с Българската народна банка през 1967 г. и преструктурирането на Държавната спестовна каса е назначен последователно в централните ръководства на БНБ, ДСК и отново в БНБ като директор в централното управление на банката. През 1986 г. е назначен за директор на новоучредената Строителна банка.
През 1986 г. Йорданов, като председател на Строителната банка, организира издаването на акции от името на банката, което я прави първото акционерно дружество в България след 9 септември 1944 г. Той предлага и организира сливането на капитала на 22 търговски банки в нова банка, наречена Обединена българска банка. Това поставя началото на консолидацията на банковата система.
Христомир Йорданов е носител на банкови и правителствени отличия.
От 23.06.2014 г. е удостоен със званието „Почетен гражданин на Община Лясковец“ за съществен принос в развитието на община Лясковец.